# Мазельгайм
Мазельгайм (нім. Maselheim) — громада в Німеччині, знаходиться в землі Баден-Вюртемберг. Підпорядковується адміністративному округу Тюбінген. Входить до складу району Біберах.
Площа — 47,03 км2. Населення становить 4638 ос. (станом на 31 грудня 2020).